# قزوف
القزوف أو النجم (باللاتينية: Agropyron) (وأحياناً يسمى خطأ بالعكرش) جنس نباتي يتبع الفصيلة النجيلية ويضم أنواعاً كثيرة موطن معظمها أوروبا. تسمى الأنواع التابعة لهذا الجنس (بالإنجليزية: Crested-wheat grasses)‏.

## من أنواعهالواطنةفيالوطن العربي
- القزوف العرفي (باللاتينية: Agropyron cristatum) في المغرب العربي.

## من أنواعه الأخرى
- القزوف السميثي (باللاتينية: Agropyron smithii).
- القزوف السنبلي (باللاتينية: Agropyron spicatum).
- القزوف الصحراوي (باللاتينية: Agropyron desertorum).
- القزوف المتطاول (باللاتينية: Agropyron elongatum).